# Bematistes kivuensis
Bematistes kivuensis är en fjärilsart som beskrevs av James John Joicey och Talbot 1926. Bematistes kivuensis ingår i släktet Bematistes och familjen praktfjärilar. Inga underarter finns listade i Catalogue of Life.